# Yola Ramírez
Yolanda Ramírez, detta Yola (Teziutlán, 1º marzo 1935 – Teziutlán, 9 marzo 2025), è stata una tennista messicana.

## Biografia
Disputò due finali degli Internazionali di Francia venendo sconfitta da Darlene Hard per 6-3, 6-4, nel 1960 e da Ann Haydon Jones per 6-2, 6-1, nel 1961. 
Al Roland Garros fu più fortunata nel doppio femminile, vincendo nel 1958 in coppia con Rosie Reyes contro Mary Bevis Hawton e Thelma Coyne Long con il punteggio di 6-4, 7-5. Nello stesso anno si aggiudicò anche il torneo di doppio misto, in coppia con Billy Knigt. Nel 1957 e nel 1959 arrivò in finale nel doppio femminile, sempre con la Reyes, ma senza successo.
Ottenne due successi nel doppio femminile agli Internazionali d'Italia, dove vinse nel 1959, in coppia con Rosie Reyes e nel 1960, in coppia con Margareth Hellyer. In precedenza, al Foro italico, nel 1957, perse la finale di doppio in coppia con la Reyes, di fronte alle fortissime australiane Mary Hawton e Thelma Coyne Long. Senza successo, sempre agli Internazionali d'Italia, la finale di doppio misto, disputata da Ramirez in coppia con Billy Knight nel 1959.
Il giornalista Bud Collins la collocò al numero 6 al mondo nel 1961.